# Райнковец
Райнковец (на словенски: Rajnkovec) е село в Словения, Савински регион, община Рогашка Слатина. Според Националната статистическа служба на Република Словения през 2002 г. селото има 78 жители.